# Iovian Mureșan
Iovian Mureșan (n. 25 septembrie 1862, Sântămărie, comitatul Sălaj – d. 23 februarie 1939, Turda, județul Turda) a fost un deputat în Marea Adunare Națională de la Alba Iulia, organismul legislativ reprezentativ al „tuturor românilor din Transilvania, Banat și Țara Ungurească”, cel care a adoptat hotărârea privind Unirea Transilvaniei cu România, la 1 decembrie 1918 :pp. 106-107 .

## Biografie
Urmează clasele primare în satul natal, iar liceul în Zalău. A urmat studii juridice la Cluj timp de un an, iar apoi Teologia la Sibiu, după terminarea căreia a fost reținut timp de trei ani „camelist consistorial” și profesor consistorial la Preparandia din Sibiu. În anul 1893 a fost hirotonit și numit preot în Trăsnea, județul Sălaj, unde a păstorit timp de opt ani :p.106-107. Cu prilejul mișcării memorandiste, Iovian Mureșan a asistat la procesul marilor patrioți români de la Cluj din anul 1894, unde, în contextul agitațiilor produse în oraș, a fost obligat să îndure numeroase jigniri și ofense. Cu aceeași ocazie, a intrat în atenția autorităților pentru atitudinea sa de sprijinire a fruntașilor români. Astfel, numele său apare menționat într-un raport trimis ministrului de Interne în mai 1894, de către comitele suprem al Sălajului, în care se făcea referire la măsurile luate pentru depistarea participanților în procesul de la Cluj. În cuprinsul acestui act, comitele preciza: Până în prezent am reușit să-l depistăm pe singurul Iovian Mureșan [...] din Trăznea și să stabilim că, sosind acasă din Cluj, a încercat să răspândească înscrisuri antistatale. Rândurile se referă la faptul că, după procesul memorandiștilor, împreună cu învățătorul din Trăznea, Ilie Gog, Iovian Mureșan și-a informat credincioșii despre evenimentele de la Cluj în cadrul unei adunări populare :p. 11.
În Trăznea duce o intensă activitate pastoral-misionară, construiește o școală confesională și o casă parohială și repară biserica în care slujea. De asemenea, în perioada 1899-1900 a fost și învățător la școala din Trăznea :p. 11. Toate aceste realizări l-au recomandat pentru numirea în postul de protopop de Turda, care la vremea aceea avea sediul în comuna Viișoara (fost Agârbici). Ulterior, sediul protopopiatului se mută în Turda . Pentru ocuparea postului vacant au existat două candidaturi, cea a parohului din Trăznea și cea a parohului din Cojocna, Teodor Ciortea, administratorul interimar al protopopiatului Turzii. Rezultatul votului a adus 23 de voturi pentru Iovian Mureșan și 13 voturi pentru Teodor Ciortea:p.12.
În 1903 a început construirea unui local de școală, finalizat în 25 septembrie 1904, inaugurând pentru prima dată la Turda învățământul confesional ortodox. În 1906, tot sub oblăduirea lui, se construiește alăturată școlii o casă contonală, iar în 1908 sediul protopopesc, prima casă cu etaj din cartierul românesc :p.106-107. A înființat, de asemenea, o bibliotecă și a fondat Cooperativa corpului didactic, practic revigorând comunitatea românească din vechiul oraș transilvan .
În 1904 pus bazele Corului Meseriașilor Români, care a cântat alternativ la liturghiile de la bisericile ortodoxă și greco-catolică din Turda.  În 1908 a instituit un fond pentru ridicarea unei biserici reprezentative pentru românii ortodocși din Turda. Lucrările au început abia în 1925 :pp.106-107. Biserica a fost finalizată în anul 1935, după planurile arhitectului Ion Traianescu și cu sprijinul financiar al Băncii Arieșene, al Societății femeilor ortodoxe și din numeroase donații ale particularilor și ale unor firme. Lăcașul, având hramul Sf. Arhangheli Mihail și Gavriil, reprezintă o simbioză între stilurile bisericești specifice celor trei mari provincii românești, cu elemente de arhitectură neoromânească . în 1925 la Turda s-a înființat un "Ateneu Român". Între membrii fondatori s-au aflat și protopopul ortodox Iovian Mureșan, alături de distinsa sa soție. Ateneul Român din Turda avea ca scop propagarea culturii și a rezultatelor științifice cu ajutorul membrilor săi în rândul maselor populare. Instituția a funcționat în clădirea teatrului, la etaj, și primul său președinte a fost I. Colfescu. La inaugurare a fost prezent și istoricul Nicolae Iorga .
În anul 1924 se constituie un comitet pentru amenajarea mormântului lui Mihai Viteazul. Printre inițiatori s-a numărat Iovian Mureșan, alături de Vasile Meșter, prefectul județului , Alexandru Moldovan, subprefectul județului, deputatul Ioan Boieriu, avocatul Valer Moldovan, Iuliu Gentiu, primarul Turzii, Augustin Rațiu și Nicolae Portos Rațiu, viceprotopopul onorific greco-catolic.  La 3 noiembrie este sfințită catedrala turdeană. Ceremonia solemnă a fost condusă de Lucian Triteanu, episcopul Romanului. Cu ocazia sfințirii catedralei, ctitorul ei , Iovian Mureșan a fost ridicat la rangul de iconom-stavrofor având dreptul de a purta crucea pectorală. La data de 1 noiembrie 1935 primește titlul de cetățean de onoare al Turzii.  :p. 26-39.
Iovian Mureșan s-a implicat și în viața economică a Turzii. Este amintit cu ocazia adunării generale a Băncii Arieșana din 21 februarie 1903, în calitate de verificator al procesului verbal al adunării. În anul următor este amintit în aceeași calitate alături de vice-protopopul onorific greco-catolic, Nicolae Protos Rațiu, cu ocazia adunării generale a Băncii din 27 februarie 1904. În anul 1905 este ales în comitetul de supraveghere al Băncii Arieșana. A fost, de asemenea, printre primii care și-au adus contribuția la înființarea Băncii Culturale Lumina din Toplița, devenind acționar al acestei instituții de credit. Activitățile economice continuă și după Marea Unire; în anul 1928, Iovian Mureșan împreună cu alți intelectuali ortodocși din Turda, apropiați ai Partidului Național Liberal, fondează în Banca Românească Turda, fiind unul dintre acționarii băncii, ales pentru o perioada de trei ani în Consiliul de administrație :pp. 15-16.
A fost membru al ASTREI și al Societății Române de Lectură din Turda, în cadrul cărora a ținut o serie de conferințe menite a contribui la ridicarea culturală și spirituală a românilor turdeni :pp. 106-107. Activitățile sociale organizare de Iovian Mureșan împreuna cu comunitatea greco-catolică din Turda au fost o constantă a păstoririi sale. La 9 ianuarie 1912, la Hotelul Elisabeta din Turda a avut loc un concert organizat de comitetul filial al Societății pentru fondul de Teatru Român, în beneficiul fondului Comitetului Local. După programul muzical, Iovian Mureșan, președintele comitetului filial, a ținut un toast în onoarea teologilor din Blaj, prin care descria evenimentul asemenea unei dovezi de cimentare a legăturilor frățești dintre cele două confesiuni românești. La finalul programului, Iovian Mureșan a donat șase coroane :p. 20.
Părintele Iovian Mureșan a trecut la cele veșnice în anul 1939, fiind înmormântat, cu salve de tun, în cripta amenajată sub altarul bisericii pe care a construit-o .

## Activitatea politică

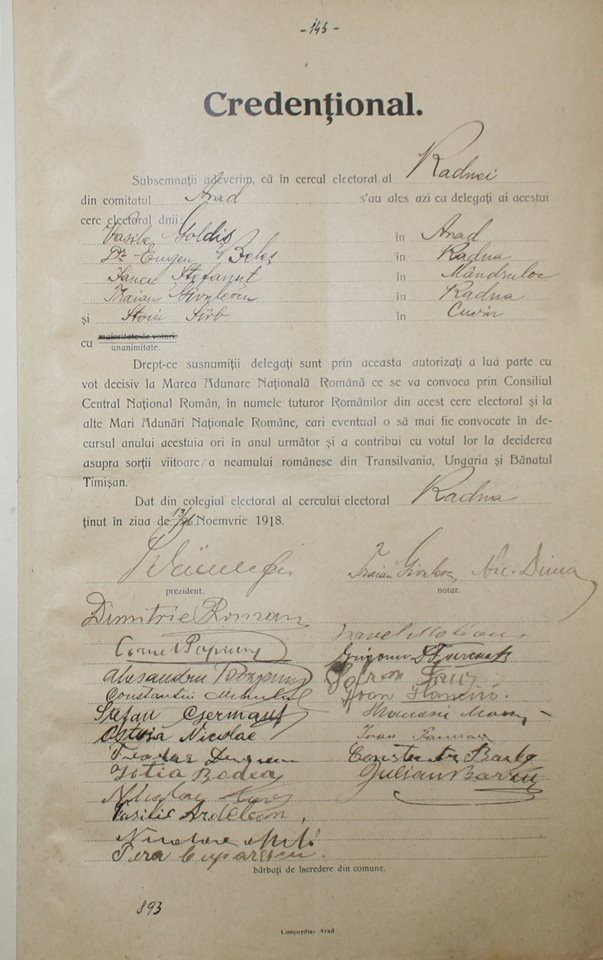
Credențional

Ca deputat în Adunarea Națională din 1 decembrie 1918, Iovian Mureșan a fost delegat al Protopopiatului Ortodox Turda :pp. 106-107.

## Recunoașteri
I s-a conferit distincția „Răsplata muncii pentru Biserică”, clasa a II-a și mai târziu, clasa I, precum și Ordinul „Steaua României” în grad de ofițer. La 1 noiembrie 1935, Primăria orașului Turda i-a conferit titlul de cetățean de onoare al orașului, ocazie cu care sculptorul Cornel Medrea i-a turnat chipul într-o placă de bronz :pp. 106-107.